# Георгій Церцвадзе
Гео́ргій (Ґі́я) Церцва́дзе (груз. გიორგი (გია) ცერცვაძე, нар. 2 квітня 1969 — пом. 16 листопада 2018) — грузинський і український військовик, спецпризначенець. Підполковник МВС Грузії. Учасник воєн за незалежність Грузії та України (як доброволець).

## Життєпис
Народився в Сухумі.
Стояв біля джерел створення Національної гвардії Грузії у 1990 році. Брав участь у війнах у Південній Осетії та Абхазії на початку 1990-х. Після окупації Абхазії росіянами воював у складі партизанського загону на окупованій території. Пізніше проходив службу в Міністерстві державної безпеки Грузії, займався розвідувальною та контрдиверсійною діяльністю. Був членом Ради безпеки Абхазії. Підполковник.
У 2007 році призначений заступником командира Сил спецпризначення МВС Грузії у регіоні Шида-Картлі. Під час російського вторгнення у 2008 році організовував диверсійні операції проти окупаційних військ. За даними журналіста Бачо Корчілави, саме підрозділ Церцвадзе розгромив колону 58-ї армії РФ, внаслідок чого був поранений командувач генерал-лейтенант Анатолій Хрульов.
У 2013 році без пояснення причин відправлений у відставку міністром внутрішніх справ Грузії Іраклієм Гарібашвілі.

### Участь у російсько-українській війні
Після початку російського вторгнення в Україну у 2014 році продав авто та власним коштом прилетів до Києва, щоб допомогти українцям у боротьбі. Організував спецгрупу з грузинських добровольців — ветеранів Сил спецпризначення, що діяла під керівництвом Служби безпеки України. Брав участь у боях за Слов'янськ і Краматорськ, пізніше, взимку 2015 року — у боях за Щастя. Виконував спеціальні завдання, більшість із яких залишаються засекреченими.
|                 | Ми без задніх думок приїхали допомогти братньому народові, тому що свого часу Україна дуже нам допомогла. Особливо, під час абхазької війни було багато добровольців-українців, які безкорисно допомагали нам захищати нашу Батьківщину, дехто з них загинув. Ми не мали морального права не приїхати та допомогти братньому народові, який у найтяжчі часи стояв поруч із нами. |
| — Ґія Церцвадзе | |

За даними ЗМІ, деякий час воював у лавах полку особливого призначення «Азов». Пізніше як інструктор тренував спецпризначенців СБУ.

### Затримання в Києві та загроза екстрадиції до Росії
15 січня 2017 був затриманий українськими правоохоронцями в аеропорту «Жуляни» в Києві після прибуття з Грузії. З'ясувалося, що Церцвадзе з 23 грудня 2016 перебував у розшуку Інтерполу, куди його подала Росія — буцімто за підозрою у скоєнні злочину 2003 року в російському Сочі. 17 січня Солом'янський районний суд Києва заарештував грузинського добровольця на 40 діб до отримання від Росії запиту на його екстрадицію.
19 січня у прокуратурі Києва заявили, що перевіряють інформацію про участь Церцвадзе у війні з Росією на боці України. 24 січня у Києві, Тбілісі, Батумі та Кутаїсі відбулися масові акції на підтримку грузинського добровольця та з вимогою не допустити його видачі росіянам. Зокрема, в Тбілісі активісти перекрили дорогу перед будівлею МВС Грузії. 26 січня прокуратура Києва скасувала тимчасовий арешт і Ґію Церцвадзе випустили з Лук'янівського СІЗО. Лише 1 вересня Генеральна прокуратура України остаточно відмовила Росії в екстрадиції бійця.
Навесні 2018 військовик повернувся до Грузії. 16 листопада 2018 року помер унаслідок онкологічної хвороби. Захворювання виявили ще в Києві, але виїхати на лікування до Європи Церцвадзе не міг через перебування в міжнародному розшуку.
Поховали добровольця 20 листопада на цвинтарі в Ґорі. На похороні не було жодного представника влади. Офіційні органи також не висловили бажання поховати героя на військовому цвинтарі в Тбілісі.
У військовика залишилися троє неповнолітніх синів і дружина.

## Нагороди
- Медаль «За військову відвагу» (Грузія)[11].